# Peter Jurasik
Peter Jurasik (Nova Iorque, 25 de abril de 1950) é uma ator e escritor norte-americano.
Seu personagem mais conhecido é Londo Mollari da série de televisão Babylon 5. É também personagem presente na trama "Tron - uma odisseia eletrônica" produzido pelos estúdios Disney em 1982.

## Biografia
Jurasik nasceu no Queens, na cidade de Nova Iorque, em 1950. É o terceiro de quatro filhos. Estudou na Universidade de New Hampshire, onde estrelou em várias peças. Atualmente mora com a esposa em Wilmington, na Carolina do Norte, onde leciona atuação no departamento de Teatro e Estudos Cinematográficos da Universidade de North Carolina Wilmington.

## Carreira
Jurasik é mais conhecido por jogar Londo Mollari no Babylon 5. Ele atuou como ornitólogo em um episódio de MacGyver, o investigador CID, Captain Triplett, em dois episódios de M*A*S*H, e o Dr. Oberon Geiger em três episódios de Sliders.
Jurasik estrelou como Mitch Kline na curta série de 1983 da CBS Bay City Blues e como Dr. Simon Ward em um episódio de Columbo: "Sex and the Married Detective" em 1989. Ele também teve um papel ocasional de longa duração em Hill Street Blues como "Sid the Snitch", que se tornou semi-regular nas últimas duas temporadas. Na conclusão dessa série, os personagens dele e do co-astro Dennis Franz foram transformados na curta série Beverly Hills Buntz. Em 1985, Jurasik co-estrelou com Michael Keaton e Clint Howard no curta-metragem produzido por Keaton "But I'm Happy", que foi ao ar na NBC como parte de David Letterman's' Festival de Cinema de Férias'.
Seus papéis no cinema incluem Crom no filme Tron (1982), com o futuro co-estrela de Babylon 5, Bruce Boxleitner, e como Roy, o pai vizinho perfeito, em Problem Child (1990).
Em 2000, Jurasik apareceu na aventura de áudio de Doctor Who, Winter for the Adept.

### Escritor
Em 1998, ele escreveu Diplomatic Act (ISBN 0-671-87788-7) com William H. Keith, Jr.,, um romance de ficção científica em que o personagem principal, um ator de um programa de ficção científica, é sequestrado por alienígenas que pensam que ele é o personagem do programa. O livro é semelhante em tom e história ao Galaxy Quest, lançado um ano depois.

## Filmografia
| Filmes    | Filmes                               | Filmes                        | Filmes                               |
| Ano       | Filmes                               | Personagem                    | Notas                                |
| --------- | ------------------------------------ | ----------------------------- | ------------------------------------ |
| 1978      | Born Again                           | Henry Kissinger               |                                      |
| 1982      | Tron                                 | Crom                          |                                      |
| 1990      | Problem Child                        | Roy                           |                                      |
| 2003      | 42                                   | Gerente do hotel              |                                      |
| 2015      | The Longest Ride                     | Howie Sanders                 |                                      |
| Televisão |                                      |                               |                                      |
| Ano       | Título                               | Personagem                    | Notas                                |
| 1978-79   | Barney Miller                        | George Alsop / Philip Hamel   | Inquisição / Banco                   |
| 1981      | M*A*S*H                              | Capitão Triplett              | Julgamento instantâneo               |
| -1982     | In the Custody of Strangers          | Andy Barnes                   | Filme de tv                          |
| 1982      | Taxi                                 | Tom Pelton                    |                                      |
| 1982      | Family Ties                          | Max Brown                     |                                      |
| 1983      | Bay City Blues                       | Mitch Klein                   | 8 episódios                          |
| 1983      | Fame                                 | Brother Timothy               |                                      |
| 1984      | Night Court                          | Leonard Brandon               |                                      |
| 1985      | Scandal Sheet                        | Simon McKey                   | Filme de tv                          |
| 1986      | Acceptable Risks                     | Jack Morris                   | Filme de tv                          |
| 1989      | Peter Gunn                           | Tenente Jacoby                | Filme de tv                          |
| 1989      | Full Exposure: The Sex Tapes Scandal | Portis                        | Filme de tv                          |
| 1989      | Midnight Caller                      | Walter Wheaton                | 1 episódio                           |
| 1990      | Crash: The Mystery of Flight 1501    | Bob Stanton                   | Filme de tv                          |
| 1991      | Growing Pains                        | Douglas Stanton               |                                      |
| 1992      | A House of Secrets and Lies          | Steve                         | Filme de tv                          |
| 1982-87   | Hill Street Blues                    | Sid the Snitch (Sid Thurston) | 25 episódios                         |
| 1987-88   | Beverly Hills Buntz                  | Sid the Snitch (Sid Thurston) | Spinoff de Hill Street Blues         |
| 1993-98   | Babylon 5                            | Embaixador Londo Mollari      | Elenco principal, todos os episódios |
| 1998-1999 | Third Rock From The Sun              | Diretor Greschner             | 2 episódios                          |
| 1999-2000 | Sliders                              | Dr. Oberon Geiger             | 3 episódios                          |